# 百萬富翁計算器

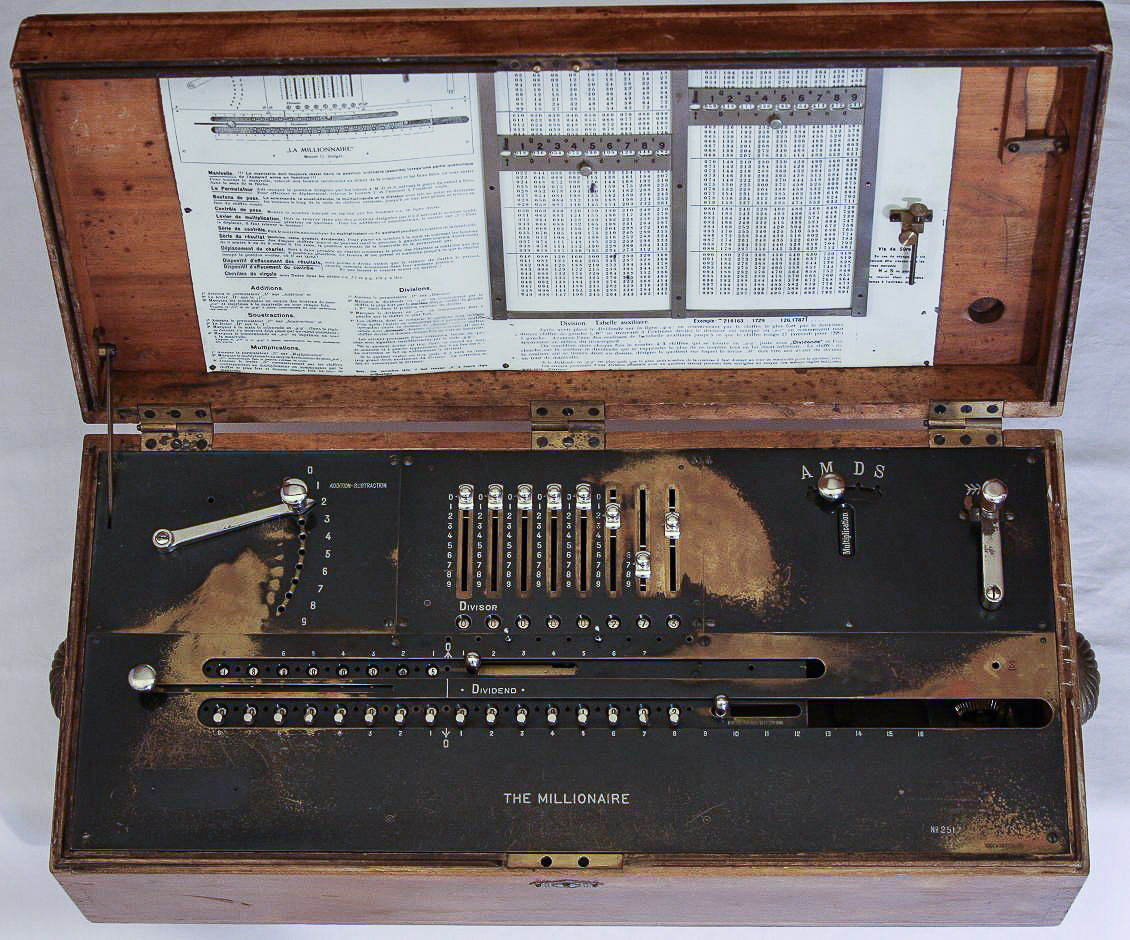
埃格利（Egli）在1910年左右建造的百萬富翁計算器

百萬富翁計算器（The Millionaire）是商業上第一款成功可執行直接乘法的机械计算器。從1893年到1935年，總共生產了大約五千台機器。

## 歷史
十位數遞進式計算器的原理是由柴比雪夫发明的，並在1878年的巴黎世界博览会上展示。1881年，柴比雪夫展示了一種自動乘法計算器模型，但並沒有為其申請專利。
1834年，米蘭的路易吉·托奇（Luigi Torchi）發明了直接乘法器。埃德蒙·巴伯（Edmund Barbour） (1872)、雷蒙·韋拉（Ramón Verea） (1878) 和萊昂·伯利 （León Bollée）(1889) 發明了首先取得專利的乘法器。百萬富翁計算器可被視為是直接繼承自伯利的機器。
百萬富翁計算器是由瑞士工程師奧托·施泰格爾（Otto Steiger）所設計，百萬富翁計算器的移動滑架有20個十進位數字的累加器，可顯示相乘後的乘積，在執行除法運算前，也會先將被除數輸入其中。在滑架上方的滑動裝置（或後期型號的鍵盤）上可輸入10位數的被乘數或除數，而乘數或商的連續位數則可使用左上方的按鈕控制桿輸入。右上方的一個大型控制旋鈕可設定加、減、乘、除。
百萬富翁計算器於1892年在德國首次取得專利。1893年，法國、瑞士、加拿大和美國都授予其專利，1893年開始生產。自1899年到1935年，蘇黎世的埃格利（Hans W. Egli）負責該機器的生產。百萬富翁計算器的美國代理商是紐約的W.A. Morschhauser。Gerald Saudan曾詳盡調查，確定在四十年中共生產了5099台百萬富翁計算器，而不是通常所說的4655台。
百萬富翁計算器被宣傳為「市場上唯一的計算器......只需要轉動曲柄一圈......對於乘數或商數中的每個數字」，使其成為可購得的最快計算器。1913年的廣告聲稱美國政府購買了100多台百萬富翁計算器。

## 競爭
在百萬富翁計算器之前的所有商業化機械計算器，如托馬斯四則運算器、 奧德納四則運算器或康普托計算器都只是簡單的加法器；這些計算器是在操作員控制下以連續相加來實現乘法運算。1889年，法國的萊昂·伯利 發明了一種機器，只需轉動手搖曲柄即可將在滑動裝置上輸入的數字乘以乘數。這是藉由建立一個乘法表的「機械表徵」（mechanical representation），可以被機器讀取和利用，從而實現乘法功能。但是伯利的機器製造成本過高，只生產幾台就停產了。百萬富翁計算器的設計目標與直接的機械式乘法相同。
在20世紀一開始的幾十年，有另外兩台具有直接乘法功能的機器被生產出來：Moon-Hopkins和Kuhrt-US。這兩家生產機器的公司隨後被伯勒斯公司（Burroughs）和布倫斯維加公司（Brunsviga）接管。這些機器填補了與百萬富翁計算器截然不同的利基市場，它們具有列印功能而作為記賬機器使用，但難以處理除法和複雜的計算，而百萬富翁計算器則更適合技術計算。
百萬富翁計算器重約20公斤，大小相當於一個小行李箱，佔據了半張桌子。托馬斯四則運算器自十九世紀中葉以來就確立了操作難度的標準，而百萬富翁計算器的上手難度與托馬斯四則運算器一樣簡單。

19世紀生產的桌上型機械計算器

## 註記
1. ↑  De Brabandere, L: Calculus, page 166, Mardaga, 1995
2. ↑  .   [2023-02-13]. （原始内容存档于2018-09-25）.
3. ↑  . 4 January 2021  [2023-02-13]. （原始内容存档于2020-12-09）.
4. ↑  Barbour machine （页面存档备份，存于） on History of Computer website
5. ↑  Verea machine （页面存档备份，存于） on History of Computer website
6. ↑  Bollée machine （页面存档备份，存于） on History of Computer website
7. ↑  Henry J. Kennedy, An Ingenious Calculating Machine, American Machinist, Nov. 1, 1906; pages 555-563.
8. ↑  Steiger, Otto Steiger, Multiplying or Dividing Machine, 美國專利第538,710号, issued May 7, 1895.
9. ↑  G. Saudan, Swiss Calculating Machines. H.-W. Egli A.-G. A success story, Gerald Saudan Publishing, Yens (Switzerland), 2017, ISBN 978-2-8399-2175-6.
10. ↑  The "4,655" figure comes from IBM Computer Museum （页面存档备份，存于）, but Millionaire SN 6455 （页面存档备份，存于） and SN 6482 exist.
11. ↑  New Machinery and Processes:The "Millionaire" Calculator, Textile World Record, Vol. 34, No. 1 (Oct. 1907); page 177.
12. ↑  The Millionaire Calculating Machine, advertisement, The Executive Economist, Vol. 1, No. 4 (April 1911); back cover.
13. ↑  "Endorsed by the U.S.Government", advertisement, Business, Vol. XXXI, No. 5 (Nov. 1913); page 293.
14. ↑  Martin, E: The Calculating Machines, page 119, Charles Babbage Institute, 1992
15. ↑  Burroughs-Moon-Hopkins （页面存档备份，存于） on Rechnerlexikon
16. ↑  Kuhrt-US （页面存档备份，存于） on Rechenmaschinen lllustrated

## 外部連結
- John Wolff's Web Museum （页面存档备份，存于） An in-depth technical description of The Millionaire calculator.
- History of Computer website （页面存档备份，存于） A historical and technical article about The Millionaire calculator.
- Arithmetical Machines & Instruments / 19th Century （页面存档备份，存于）
- Jim Falk's things-that-count.com （页面存档备份，存于） showing the rare 10 slider Millionaire calculator
- The Millionaire Machine （页面存档备份，存于） with Clifford Stoll and Brady Haran